# Publicano

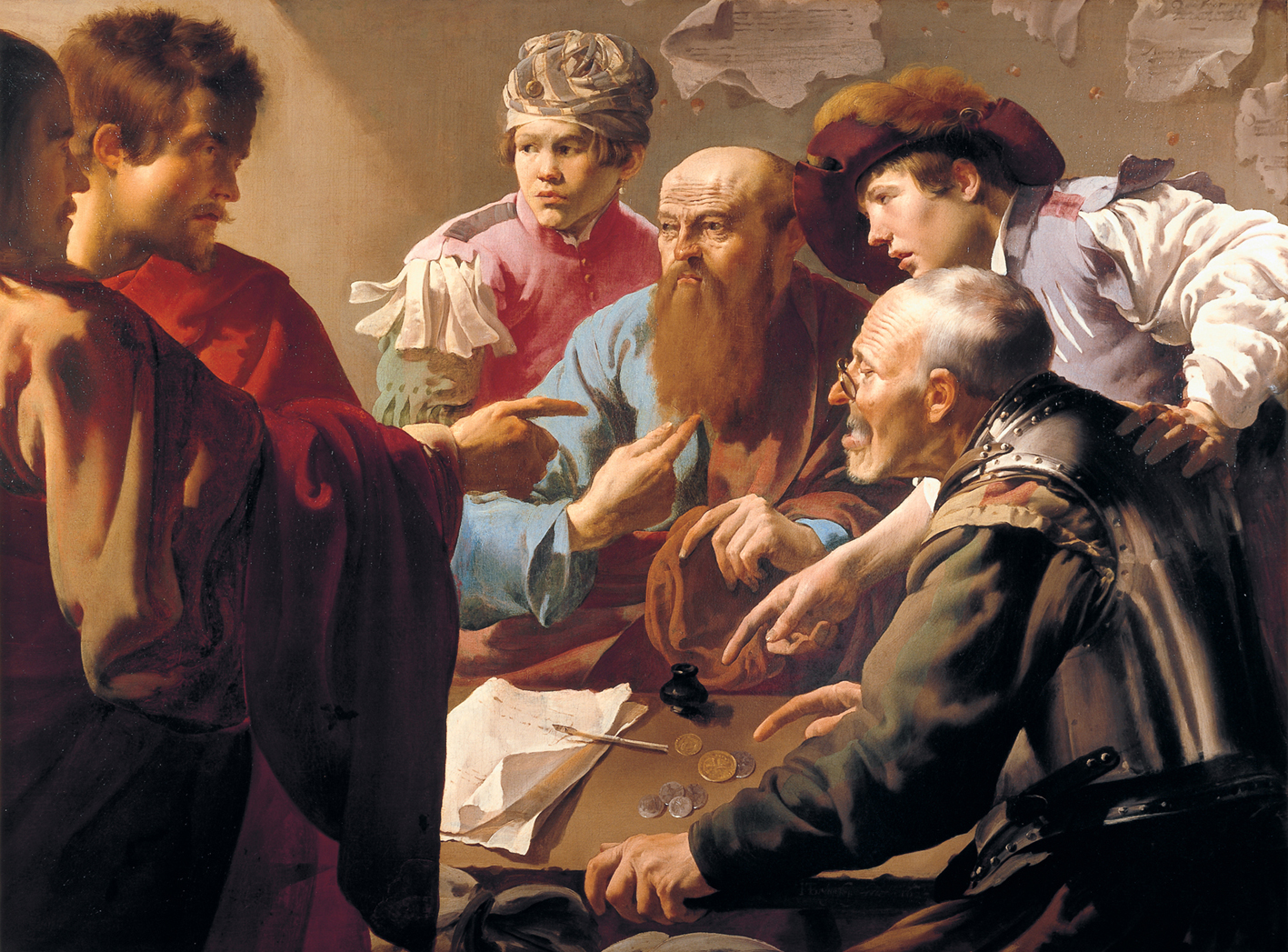
Chamado de Mateus, que representa Jesus chamando o publicano Mateus Levi para ser um de seus apóstolos.
1623. Por Hendrick ter Brugghen, atualmente no Centraal Museum, em Utrecht, na Holanda.

Publicano era o coletor de impostos nas províncias do Império Romano.
Buckland  afirma que havia duas espécies de publicanos: 
1. Os publicanos gerais, que eram responsáveis pela renda do império perante o imperador romano;
2. Os publicanos delegados por estes em cada província.

## Os publicanos na Bíblia
O teólogo Pedro Jorge descreve que os publicanos (cobradores de impostos) sempre foram detestados e desprezados pelo povo de Deus (em quase todas as religiões abraâmicas) pelo fato de que o imposto nada mais é do que um roubo, a tomada da propriedade de uma pessoa sem o consentimento desta pessoa, consiste em ser uma violação direta de um dos mandamentos divinos mais sagrados "não roubarás" (Êxodo 20:15). 
Ainda assim, mesmo sendo pecadores desprezados, Jesus estava na companhia deles (assim como na de muitos outros tipos de pecadores) para tentar lhes ajudar a se arrepender de seus pecados e serem salvos. E as escrituras citam a conversão de um deles (Zaqueu), mencionando que ao se converter ele tentou devolver o que anteriormente tinha roubado (Lucas 19:8).